# ESP8266

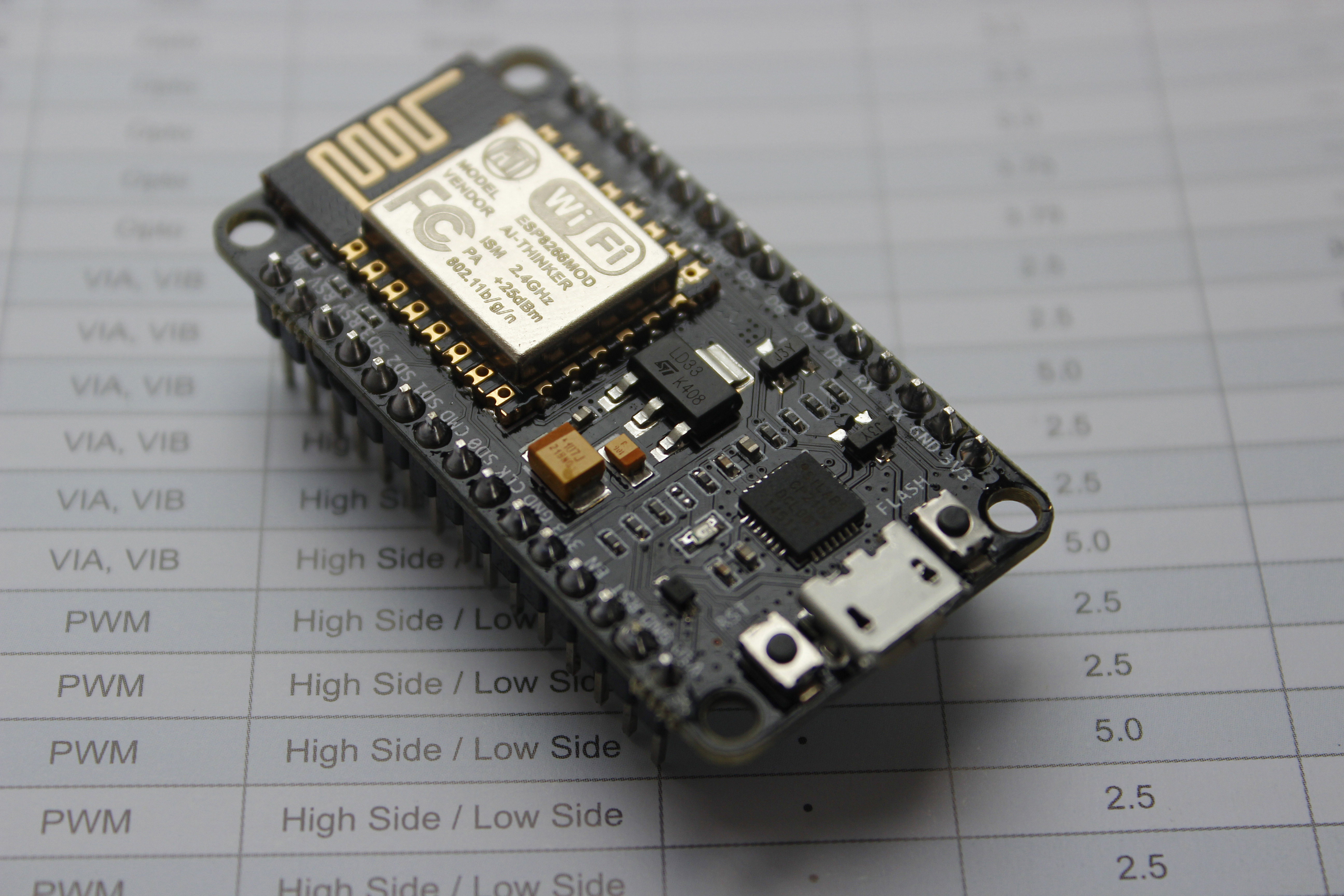
Модуль ESP-12E, встановлений на платі проекту NodeMCU

ESP8266 — мікроконтролер китайського виробника Espressif з інтерфейсом Wi-Fi. Окрім Wi-Fi, мікроконтролер здатний виконувати програми з зовнішньої флеш-пам'яті з інтерфейсом SPI.
Мікроконтролер привернув увагу в 2014 році у зв'язку з виходом перших продуктів на його базі за неочікувано низькою ціною.
Навесні 2016 року почалося виробництво ESP8285, що об'єднує ESP8266 та флеш пам'ять на 1 мегабайт.
Восени 2015 року Espressif запропонувала вдосконалену модель лінійки — мікросхему ESP32.

## Мікроконтролер
- 80 MHz 32-bit процесор Tensilica[en] Xtensa L106. Можливий негарантований розгін до 160 МГц.
- IEEE 802.11 b/g/n Wi-Fi. Підтримується WEP та WPA/WPA2.
- 14 портів вводу-виводу (з них можливо використовувати 11), SPI, I²C, I²S, UART, 10-bit АЦП.
- Живлення 2,2…3,6 В. Споживання до 215 мА в режимі передачі, 100 мА в режимі прийому, 70 мА в режимі очікування. Підтримуються три режими зниженого живлення, все без зберігання з'єднання з точкою доступу: Modem sleep (15 мА), Light sleep (0.4 мА), Deep sleep (15 мкА)[2].

Мікроконтролер не має на кристалі енергонезалежної пам'яті для користувача. Виконання програми ведеться із зовнішнього SPI ПЗП шляхом динамічного завантаження необхідних проміжків програми в КЕШ інструкцій. Завантаження виконується апаратно, прозоро для програміста. Підтримується до 16 МБ зовнішньої пам'яті програм. Можливий Standard, Dual або Quad SPI інтерфейс.
Виробник не надає документації на внутрішню периферію контролеру. Замість цього він надає набір бібліотек, через API яких програміст отримує доступ до периферії. Так як ці бібліотеки інтенсивно використовують ОЗП контролера, то виробник у документах не вказує точну кількість ОЗП на кристалі, а надає лише приблизну оцінку тої кількості пам'яті, що залишається після лінкування бібліотек — близько 50 кБ. Ентузіасти, що дослідили бібліотеки ESP8266, припускають, що він має  32 кБ кешу інструкцій та 80 кБ ОЗП даних.
Електричні параметри, цокольовки, схеми включення можна знайти в документах «0A-ESP8266EX__Datasheet» та «0B-ESP8266__System_Description» з Espressif SDK.